# Friderika Bayer
Friderika Bayer (nacida el 4 de octubre de 1971 en Budapest) es una cantante húngara. 
En 1994 ganó el primer premio en el festival de canción y danza organizado por la Televisión Húngara. El título de la canción fue Kinek mondjam el vétkeimet? (¿A quién confesaría mis pecados?). También en 1994, terminó en cuarto lugar en el Festival de Eurovisión celebrado en Dublín. Fue el primer festival en el que participó Hungría. 
El 30 de abril de 1994 apareció su primera recopilación en CD y casete. El álbum ganó un disco de oro en menos de dos meses. 
Frederika es miembro de una organización de la Iglesia. Todos los domingos, se la puede ver cantar en la misa emitida por la televisión húngara.

## Discografía
- Friderika (1994)
- Friderika II (1996)
- Boldog vagyok (1998)
- Kincs, ami van (1999)
- Hazatalálsz (2001)
- Gospel (2003)
- Sáron rózsája  (2006)